# Long Ashton Research Station

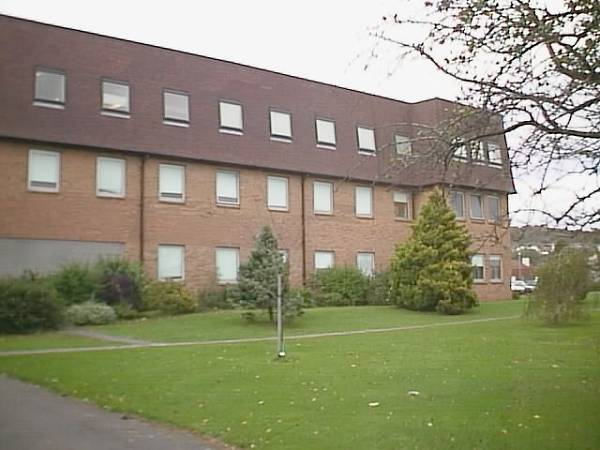
Edificios del Long Ashton Research Station.

Long Ashton Research Station (LARS) era un centro de investigación agrícola y hortícola del gobierno en la aldea Long Ashton cerca de Bristol, Reino Unido. Fue creado en 1903 para estudiar y para mejorar la industria de la sidra en la parte oeste del país, ampliada en la investigación de las frutas (particularmente manzanas, peras, ciruelas, fresas y la grosella negra), y fueron reconvertidos en los años 80 para investigar en las cosechas arables y aspectos de botánica. 

## Historia del LARS
Los trabajos de investigación enfocados en la fabricación de la sidra comenzaron de forma privada en 1893 en la granja de Robert Neville-Grenville cerca de Glastonbury. Esto llevó a la formación del National Fruit and Cider Institute (Instituto Nacional de la Fruta y de la Sidra) en 1903 en los campos del sur de la carretera principal a través de Long Ashton. Frederick Lloyd fue designado director.
En 1912 el instituto se reestructuró como el departamento de investigación agrícola y hortícola dependiente de la universidad de Bristol y su nombre fue cambiado al de « Long Ashton Research Station » (centro de investigación Long Ashton). De hecho, las universidades del Bath y Bristol elaboraron « Master of Science » (MSc) en el centro de investigación durante muchos años. El primer laboratorio especialmente diseñado, el « Barker Laboratory », estuvo pronto para usar en 1914. 
La granja de Fenswood en el lado norte del camino fue comprada por la universidad en 1920 para extender el espacio disponible para los experimentos, y en 1921 el centro de investigación de Campden fue tomado bajo la gerencia de Long Ashton.

El gobierno británico formó el Agricultural Research Council (Consejo de Investigación agrícola) (ARCO) en 1931 y a este cuerpo le fue dado un papel directo en el manejo del LARS. Un nuevo laboratorio de biología fue terminado en 1948 y en 1952, aunque las relaciones con el centro de investigación de Campden terminaran, fue fijada la sede de la unidad ARCO de nutrición de las plantas en Long Ashton.
El 50 aniversario de la estación de investigación fue celebrado con la publicación de un libro, « Science and Fruit ». La década de 1950 fue una época de un rápido desarrollo para Long Ashton con la apertura de los laboratorios Kearns y Hewitt (1956) y el laboratorio de Wallace, el refectorio y la sala de conferencias (1959). El primer simposio internacional Long Ashton, fue llevado a cabo en 1967.
El año 1981 vio la disolución de dos de las divisiones de investigación más importantes de Long Ashton, el « Pomology and Plant Breeding Division » (División de Pomología y Fitogenética) y el « Food and Beverage Division » (División de Alimentos y Bebidas). Esta acción por el ARC fue un duro golpe al centro de investigación y comenzó un largo periodo de cambios estructurales. El laboratorio de Hirst fue construido en 1983 como parte del proceso de la reorganización, y el trabajo sobre cosechas arables substituyó substancialmente la larga historia de Long Ashton de trabajos sobre la fruta y la sidra.

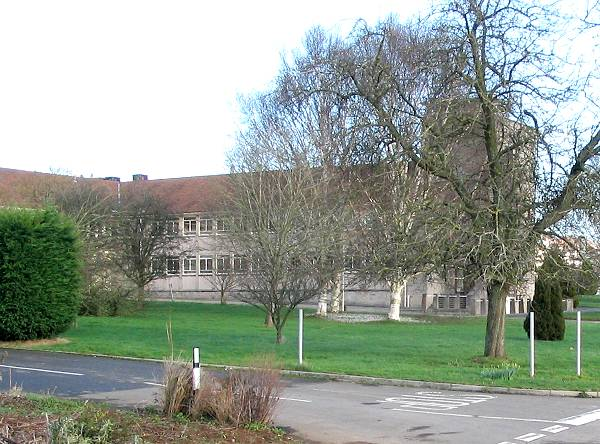
El "Wallace Laboratory" en el Long Ashton Research Station.

El Agricultural and Food Research Council (Consejo de Investigación agrícola y del alimento) (AFRC, previamente ARC) cerró otros sitios de investigación incluyendo el Letcombe Laboratory (1985) y la Weed Research Organisation (Organización de Investigación de Weed) (1986) y trasladaron su personal y programas a Long Ashton. Con la estación experimental de Rothamsted, se convirtió en parte del Institute of Arable Crops Research (Instituto de la Investigación de las Cosechas Arables) (IACR) en 1986. Aunque la nueva biblioteca de Treharne y el laboratorio Fryer fueran construidos en 1987, como socio junior en el IACR, Long Ashton se encontraba en estos momentos vulnerable en caso de una reestructuración adicional. 
El Biotechnology and Biological Sciences Research Council (Consejo de Investigación de las ciencias biológicas y de la biotecnología) (BBSRC, formado a partir del anterior AFRC en 1994) anunció en 1999 que Long Ashton debía ser cerrado. El decimoséptimo y final simposio internacional de Long Ashton, ocurrió en 2002 y el centro de investigación fue cerrado en 2003 habiendo servido a la agricultura y la horticultura por exactamente 100 años. Trasladaron algo del personal restante a Rothamsted durante los años finales de Long Ashton, proveyendo de una cierta continuidad los programas de trabajo en curso antes del cierre. El sitio fue vendido y posteriormente utilizado por las inmobiliarias.

## Simposios Internacionales de Long Ashton
Esta serie de Conferencias Internacionales eran seguidas e impartidas por los científicos más prominentes de cada continente
- 1967 - Aspectos recientes del metabolismo del nitrógeno en las plantas
- 1969 - Fisiología de los árboles maderables
- 1971 - Patogenicidad de los hongos
- 1973 - Bacterias productoras de ácido láctico en bebidas y comida
- 1975 - Efectos del medioambiente sobre la fisiología de las cosechas
- 1977 - Asimilación del Nitrógeno por las plantas
- 1979 - Calidad en el almacenaje y procesado de las verduras y las frutas
- 1982 - Mejora vegetativamente de las cosechas propagadas
- 1984 - Uso racional de los pesticidas
- 1986 - Acciones de las Hormonas en el desarrollo de las plantas - una valoración crítica
- 1989 - Resistencia a los Herbicidas en semillas y cosechas
- 1991 - Transporte y receptores de proteínas de las membranas celulares de las plantas: estructura molecular y función
- 1993 - Ecología y sistemas integrados de dirección de las granjas
- 1995 - Raíces de las plantas - desde las células a los sistemas
- 1997 - Comprendiendo los sistemas patógenos : un enfoque en Septoria
- 1999 - Biotecnología de los cereales: herramientas, objetivos y triunfos
- 2002 - Nuevas fronteras en el desarrollo de plantas: desde los genes al fenotipo